# Вовка в Тридевятом царстве
«Вовка в Тридевятом царстве» — советский рисованный мультипликационный фильм-сказка, поставленный режиссёром Борисом Степанцевым и вышедший в 1965 году. В мультфильме собраны и действуют герои известных в русской культуре сказок, традиционные сюжетные линии которых были вплетены совсем в другую историю.

## Сюжет
Школьник Вовка приходит в библиотеку сдавать взятую ранее книгу сказок. Библиотекарь предлагает ему книжку «Сделай сам», но мальчик отказывается, так как ничего не умеет делать сам. Он сообщает, что мечтает о сказочной жизни. С помощью советов из книги «Сделай сам» библиотекарь обводит карандашом тень главного героя и создаёт его двойника. Последний оживает и перебегает на ладонь библиотекаря. Далее библиотекарь отправляет его в Тридевятое царство, существующее в книге сказок.
На первой странице сказочный Царь красит забор в синий цвет, «чтоб тунеядцем не прослыть». Вовка удивляется, так как Царю полагается ничего не делать, но его собеседник объясняет ему, что без работы можно помереть от скуки: «Должность у меня такая: только и делай, что ничего не делай. Но ведь так и со скуки помрёшь! И потом, я ведь не всамделишный Царь. Я — сказочный. Дай, — думаю, — пока „Сказки“ на полке стоят, забор подкрашу: и польза, и разминка».
Вовка пытается возразить, но Царь сердится и приказывает стражникам отрубить мальчику голову за тунеядство. Стражники, замахнувшись алебардами, пытаются схватить Вовку, но тот, испугавшись, бежит по страницам. В самом конце «Сказки о рыбаке и рыбке» (1833) А. С. Пушкина на берегу синего моря сидит Старуха, перед которой лежит разбитое корыто. Она просит Вовку позвать Золотую рыбку и помочь ей с корытом, но главный герой, протестуя, говорит: «Сначала тебе корыто, потом тебе подавай стиральную машину!»
Старуха продолжает настаивать на своём, и Вовка идёт к морю и зовёт Золотую рыбку, но та сердится и упрекает Вовку в том, что он не плёл невода, не ловил её, а что-то требует. Морская волна выкидывает главного героя на страницу следующей сказки, где происходит Слёт юных Василис по обмену премудростями. Первая из них строит дворец, вторая наколдовывает озеро с лебедями, а третья вышивает скатерть-самобранку. Главный герой хочет заниматься волшебством, как они. Василисы Премудрые пытаются научить его, «сколько надо шлакоблоков, чтоб дворец построить в срок» и «как из труб вода течёт». Но Вовка не хочет: «В школе учат, учат. Ещё тут, в сказке, навалились!» Василисы показывают ему дорогу в Тридевятое царство, где живут Двое из ларца, готовые выполнить любое желание.
Придя в Тридевятое царство, Вовка видит тот самый большой ларец. Он вызывает Двоих, и они встают перед ним строем. Вовка желает «во-первых, пирожных», «во-вторых, конфет», «а в-третьих, мороженого». Два Молодца по-военному чеканят: «Будет сделано!» Затем наколдовывают сладости, но сами их и съедают, поскольку Вовка неправильно сформулировал желание.
Рассерженный Вовка загоняет Молодцев обратно в ларец, а потом встречает русскую Печку, которую просит накормить его пирожками. Она просит его наколоть дров, растопить их и замесить тесто. Главный герой снова вызывает Двоих из ларца и приказывает им замесить и нарубить, но они оказываются слишком бестолковыми, чтобы помочь ему, и начинают месить дрова и рубить кадушку с тестом. Вовка говорит, что надо делать наоборот, и Молодцы вновь не понимают, меняются местами и продолжают месить дрова и рубить кадушку. Тогда Вовка возмущается и снова загоняет Молодцев в ларец. Он пытается сам колоть дрова и месить тесто, но у него ничего не получается: дрова не колются, а тесто оказывается липким. К тому же, пирожки у него сгорают, так как Печка чуть не взрывается от чихания.
Осознав, что без работы ничего не получится, главный герой просит у Двоих из ларца столярные инструменты. И они тут же достают ящик с инструментами и отдают Вовке. Получив искомое, он доказывает, что сам что-то может, сделав из дерева новое корыто для Старухи, но без помощи волшебства: «Эх, мне бы только бы это суметь, она бы весь рот открыла!»
Когда главный герой относит корыто Старухе, та хвалит его, но сразу же просит построить ей избу. Вовка отвечает, что пока не умеет этого, и они садятся смотреть в предложенной библиотекарем книге «Сделай сам», «как тут избы делают».

## Роли озвучивали
| Актёр          | Роль                                                |
| -------------- | --------------------------------------------------- |
| Рина Зелёная   | Вовка                                               |
| Михаил Яншин   | Царь                                                |
| Елена Понсова  | Библиотекарь / Старуха из «Сказки о рыбаке и рыбке» |
| Клара Румянова | главная Василиса Премудрая / Золотая Рыбка          |
| Эмма Трейвас   | Печка                                               |

## Создатели
- Автор сценария: Вадим Коростылёв
- Режиссёр: Борис Степанцев
- Художники-постановщики:
  - Анатолий Савченко,
  - Пётр Репкин
- Оператор: Михаил Друян
- Композитор: Игорь Якушенко
- Звукооператор: Борис Фильчиков
- Художники-мультипликаторы:
  - Юрий Бутырин,
  - Ольга Орлова,
  - Антонина Алёшина,
  - Анатолий Петров,
  - Татьяна Таранович,
  - Вадим Долгих,
  - Галина Баринова,
  - Светлана Жутовская,
  - Леонид Каюков,
  - Анатолий Абаренов,
  - Виктор Арсентьев

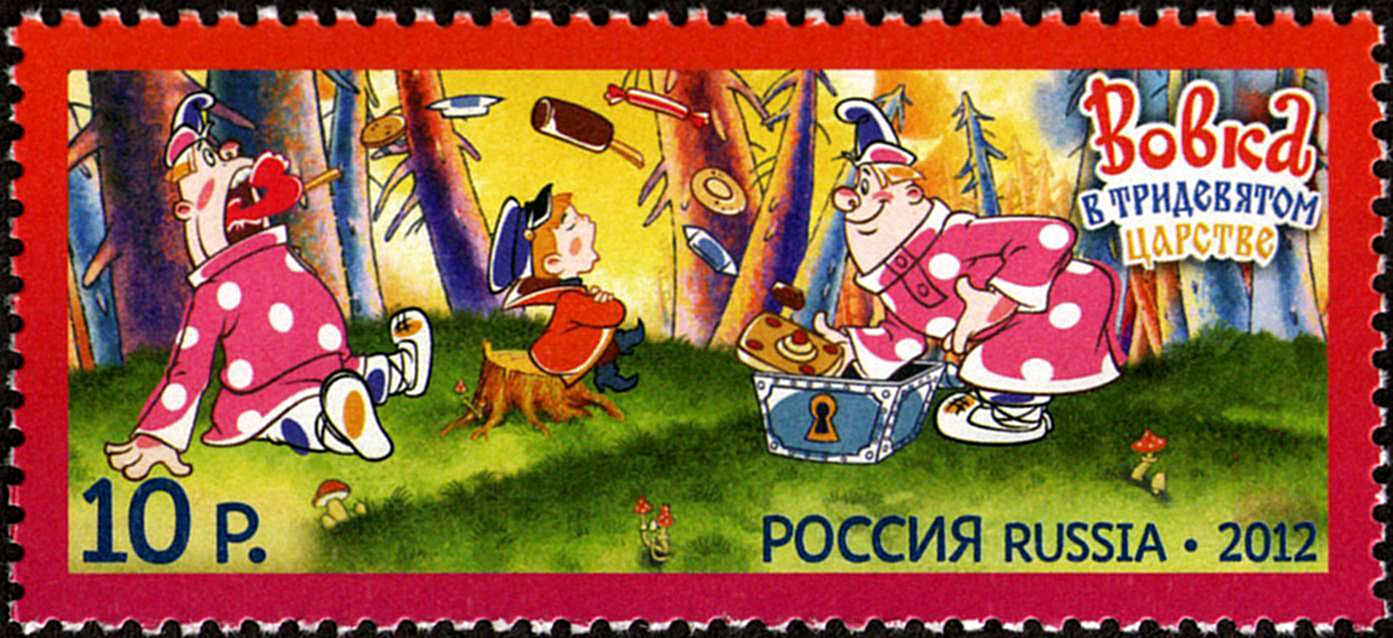
«Вовка в Тридевятом царстве». 1965 г. Россия, 2012 г..

- Художники: Ольга Геммерлинг, Гелий Аркадьев
- Ассистенты режиссёра: Валентина Турбинер, Елена Шилова
- Редактор: Раиса Фричинская

## Отзывы
Значительное место в творчестве Бориса Степанцева занимала современная сказка, где герои классических сюжетов оказывались в нашем времени и наоборот. В фильмах Степанцева всегда находилось место шутке, неожиданному трюку, фокусу, абсурдной ситуации. «Вовка в Тридевятом царстве» и вовсе нашпигован удачными репризами, во многом благодаря участию в озвучивании великолепной актрисы Рины Зелёной. Многие фразочки перекочевали в нашу повседневную жизнь.
— Сергей Капков

## Переиздания на DVD
Мультфильм переиздавался на DVD в сборниках мультфильмов «Не хочу в школу» («Союзмультфильм»).

## Продолжение
В конце 2021 года студия «Союзмультфильм» по мотивам мультфильма выпустила короткометражку «Вовка и зима в Тридевятом царстве». Телевизионная премьера состоялась 27 декабря на телеканале СТС Kids, а 31 декабря мультфильм вышел на сервисе Okko и на официальном канале в YouTube. По сюжету главный герой перед Новым годом отправляется в волшебную страну, где ему «предстоит вернуть зиму любой ценой и спасти праздник».